# Северный австралийский дрозд
Северный австралийский дрозд (лат. Drymodes superciliaris) — вид птиц из рода австралийские дрозды семейства австралийские зарянки.
Распространены в северной части Австралии. Был обнаружено, что генетически представители вида отличны от Drymodes beccarii, с которым они рассматривались как конспецифичные.
В 1914 году Грегори Мэтьюсом был описан мнимый подвид D. s. colcloughi. Он был якобы выделен на основании собранных в Северной территории образцов, однако больше таких находок с тех пор не было и существовал ли этот подвид в реальности неизвестно (даже если да, то на сегодняшний день он, наверняка, вымер).
МСОП присвоил виду охранный статус LC.